# Samolot patrolowy

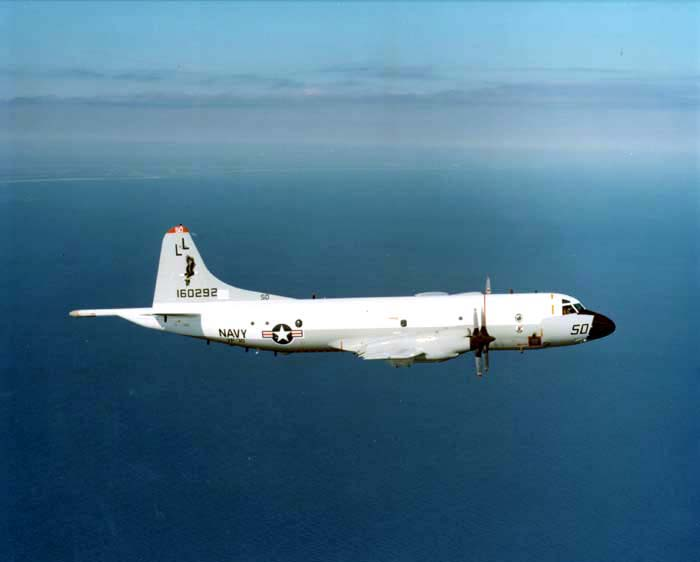
Lockheed P-3 Orion

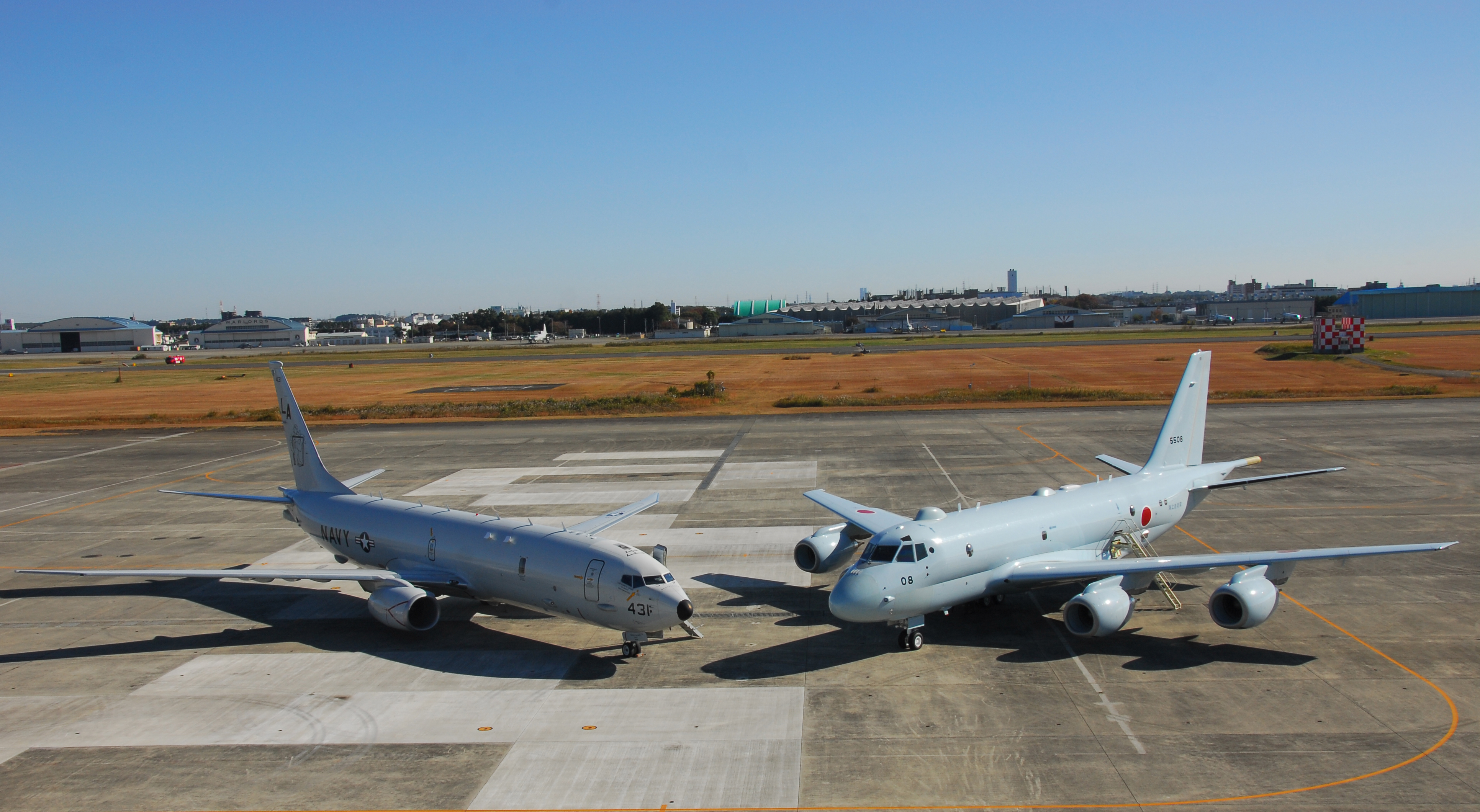
Boeing P-8 Poseidon i Kawasaki P-1

Samolot patrolowy – samolot przeznaczony do prowadzenia rozpoznania i patrolowania nad morzem. Głównie są to samoloty wojskowe przystosowane do poszukiwania i zwalczania okrętów podwodnych, a także do zwalczania wykrytych celów nawodnych. Pojęcie to obejmuje także samoloty wojskowe lub służb cywilnych przeznaczone do nadzoru morskiej strefy ekonomicznej, ochrony granic, kontrolowania ruchu jednostek pływających, monitorowania zanieczyszczeń albo celów poszukiwawczo-ratowniczych. Odznaczają się odpowiednio dużą długotrwałością lotu. Na ogół są to samoloty wielosilnikowe oparte na konstrukcji samolotów pasażerskich, w przeszłości używane były do takich zadań także wodnosamoloty, w tym łodzie latające, oraz adaptowane samoloty bombowe.
Samoloty patrolowe mają konstrukcję zoptymalizowaną do kontrolowania obszarów morskich i poszukiwania oraz zwalczania okrętów nawodnych i podwodnych. Do wykrywania obiektów morskich stosuje się stacje radiolokacyjne obserwacji powierzchni morza (od II wojny światowej) oraz systemy wykrywające źródła emisji elektromagnetycznej. Podstawowym sposobem wykrywania zanurzonych okrętów podwodnych są zrzucane przez samolot boje hydroakustyczne. Niektóre samoloty posiadają detektor anomalii magnetycznych.
Uzbrojenie ofensywne samolotów patrolowych pierwotnie stanowiły klasyczne bomby lotnicze lub bomby głębinowe do zwalczania okrętów podwodnych. Należy zaznaczyć, że w okresie II wojny światowej zadania zwalczania jednostek nawodnych przy pomocy bomb i torped wykonywane były także przez klasyczne samoloty bombowe, jednakże kierowane one były na ogół przeciw wykrytym już celom, a w przypadku samolotów patrolowych nacisk kładziono na patrolowanie obszaru i wykrywanie celów. Pod koniec wojny pojawiły się pierwsze torpedy samonaprowadzające do zwalczania okrętów podwodnych (jak amerykańska Fido). W latach 70. XX wieku na uzbrojenie samolotów patrolowych, oprócz kierowanych torped przeciw okrętom podwodnym, zaczęły wchodzić ponadto kierowane pociski przeciwokrętowe do zwalczania okrętów nawodnych, względnie pociski powietrze-ziemia. Wczesne samoloty patrolowe miały uzbrojenie obronne w postaci karabinów maszynowych; po II wojnie światowej generalnie zaprzestano stosowania uzbrojenia obronnego.

## Historia

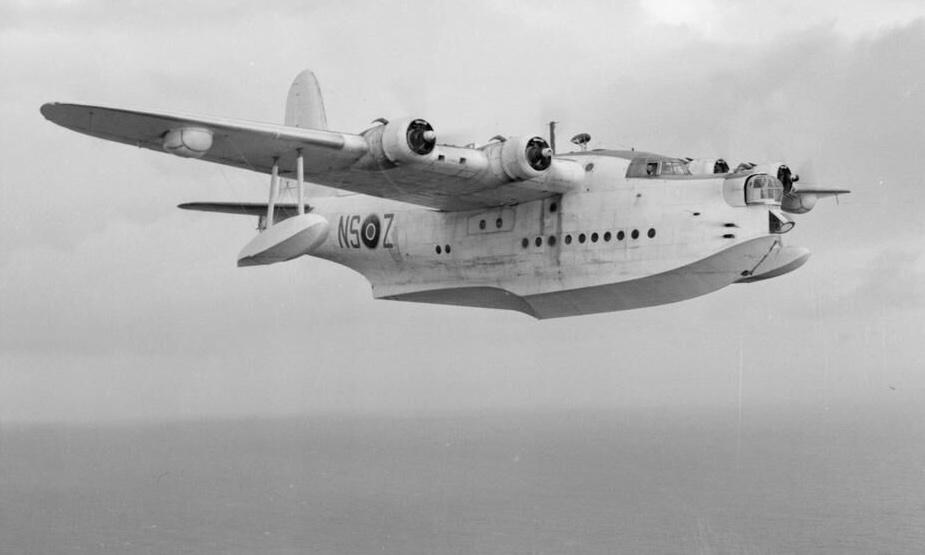
Brytyjska patrolowa łódź latająca Short Sunderland z czasów II w.św.

Początkowo – w okresie I wojny światowej, zadania patrolowania morskiego wypełniane były przede wszystkim przez wodnosamoloty (głównie z uwagi na bezpieczeństwo – zawodność ówczesnych samolotów). Austro-węgierskie wodnosamoloty Lohner L dokonały pierwszego zatopienia okrętu podwodnego przez samolot 16 września 1916 (francuskiego „Foucault”). Wodnosamoloty, a zwłaszcza duże łodzie latające, były używane licznie w tej roli także podczas II wojny światowej. W latach powojennych powstawały jeszcze nieliczne nowe konstrukcje łodzi latających, aczkolwiek rola ich malała i obecnie zostały praktycznie wyparte przez samoloty bazowania lądowego. 
Z uwagi na potrzebę dużego zasięgu oraz bezpieczeństwa eksploatacji, samoloty patrolowe bazowania lądowego początkowo stanowiły zaadaptowane wielosilnikowe bombowce. Jednym z pierwszych był brytyjski Blackburn Kangaroo z 1918 roku. Budowa patrolowych wariantów bombowców była kontynuowana podczas II wojny światowej, jak Vickers Wellington i Consolidated PB4Y-2 Privateer, a sporadycznie też po wojnie, jak radziecki Tu-142. Już od końca okresu międzywojennego coraz częściej samoloty patrolowe wywodziły się konstrukcyjnie z samolotów pasażerskich, jak Lockheed Hudson. Jedną z bardziej udanych konstrukcji tego typu był niemiecki Focke-Wulf Fw 200 z czasów II wojny światowej, używany zarówno do atakowania żeglugi, jak i naprowadzania okrętów podwodnych. Później, aż do czasów obecnych, wraz z rozwojem lotnictwa komunikacyjnego, konstrukcje samolotów patrolowych oparte były przede wszystkim na samolotach pasażerskich lub transportowych, o napędzie turbośmigłowym lub odrzutowym. Najbardziej rozpowszechnioną konstrukcją na świecie stał się amerykański turbośmigłowy Lockheed P-3 Orion, używany od lat 60. XX wieku do chwili obecnej.
Samoloty używane do celów patrolowo-ratowniczych mogą poszukiwać grup rozbitków, oznaczać miejsce katastrofy, zrzucać środki ratownicze (tratwy, kamizelki, medykamenty).